# St. Peter (Altisried)

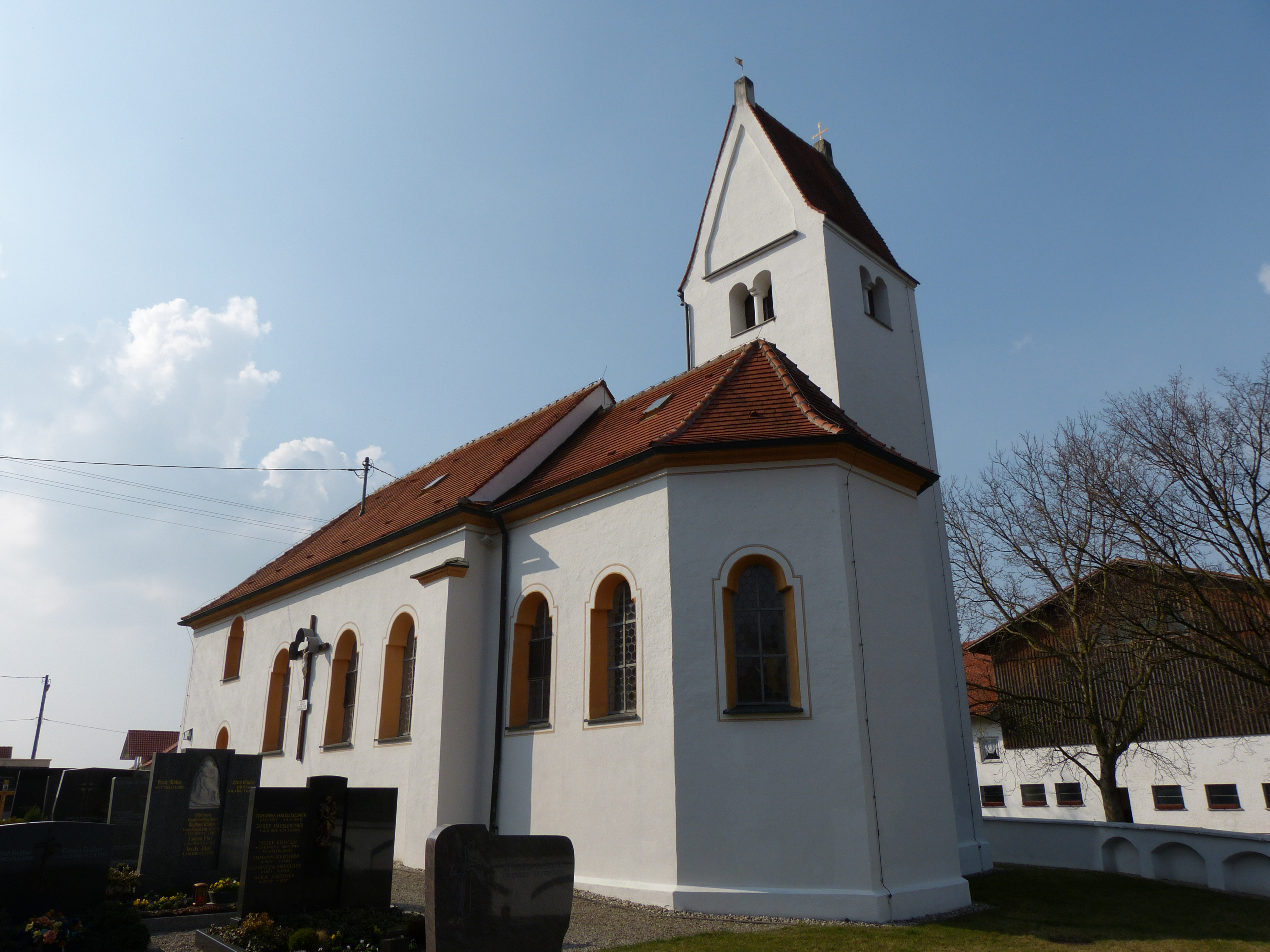
St. Peter in Altisried

Die römisch-katholische Filialkirche St. Peter befindet sich in Altisried, einem Ortsteil von Markt Rettenbach im Landkreis Unterallgäu (Bayern). Die Kirche steht unter Denkmalschutz.

## Geschichte
Der Kern des bestehenden Kirchengebäudes stammt aus dem 15. Jahrhundert. Im 18. Jahrhundert wurde die Kirche unter Abt Anselm Erb des Klosters Ottobeuren instand gesetzt. Grundriss und Voranschlag wurden von Simpert Kraemer 1741/43 erstellt. Aus dieser Zeit stammen vermutlich das Vorzeichen sowie die Dachform und die Ausstattung.

## Baubeschreibung

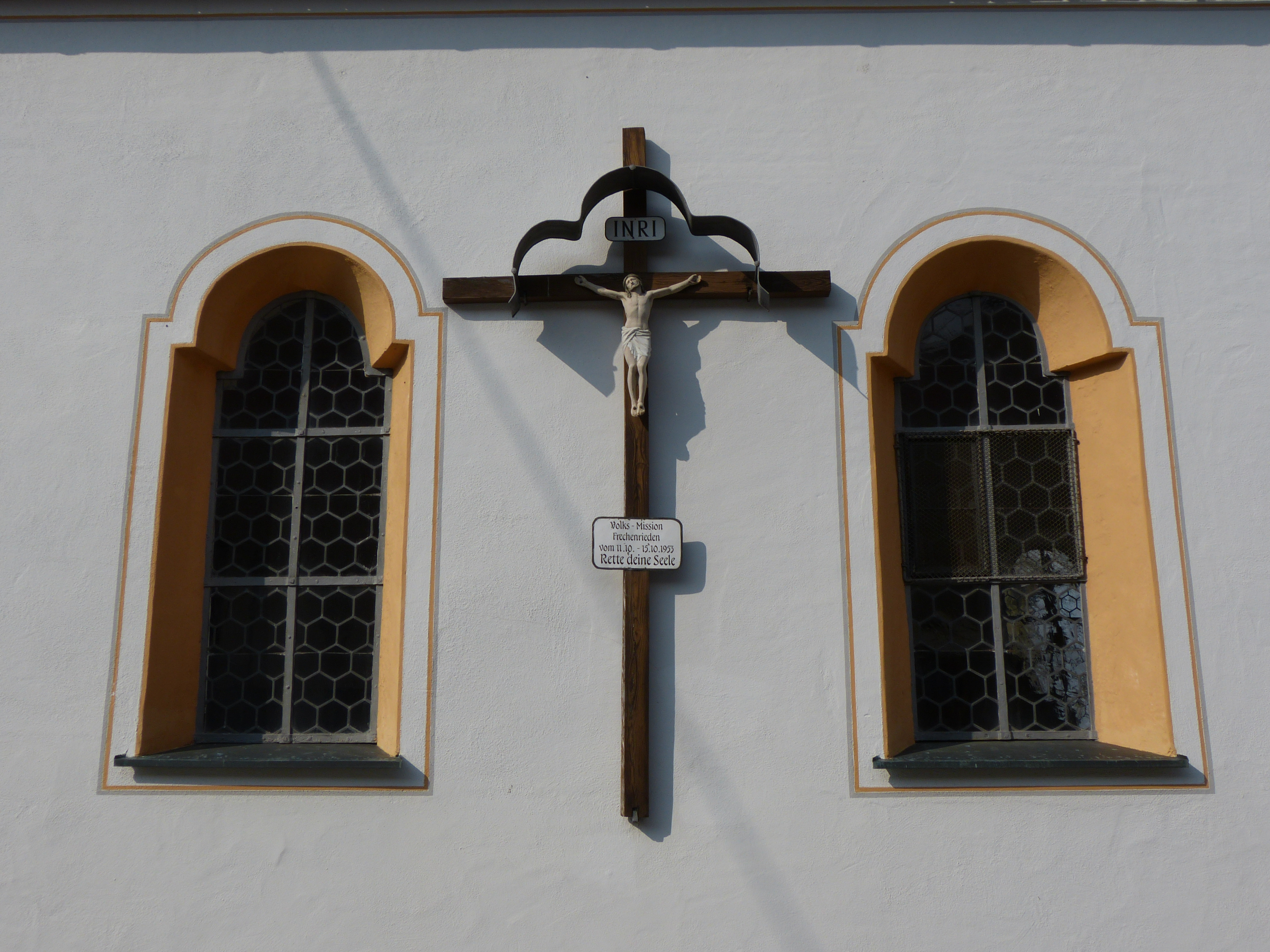
Holzkreuz an der Südfassade des Langhauses

Das Langhaus der Kirche besteht aus vier Fensterachsen. Der Chor der Kirche mit 3/8-Schluss besteht aus zwei Fensterachsen und schließt mit einem runden Chorbogen an das Langhaus an. Sowohl das Langhaus wie auch der Chor verfügen über eine Flachdecke. An der Westseite der Kirche befindet sich im Inneren eine Empore. Unter der Empore befindet sich ein stichbogiges Portal. Der Kirchturm ist im nördlichen Chorwinkel errichtet. Dieser ist ungegliedert und mit einem Satteldach gedeckt. Im Obergeschoss befinden sich auf drei Seiten Klangarkaden. Im Untergeschoss ist die Sakristei untergebracht. In dieser befindet sich ein leicht spitzbogiges Kreuzgratgewölbe. Errichtet wurde der verputzte Kirchturm aus einem Gemisch von Ziegelsteinen und Kies. Ein quadratisches Vorzeichen mit abgewalmten Dach befindet sich an der Westseite der Kirche. Im Vorzeichen befindet sich der rundbogige Eingang.

## Ausstattung
Der Hochaltar ist aus marmoriertem Holz mit vergoldetem Dekor gefertigt. Um das Jahr 1700 wurde der Tabernakel geschaffen. Dieser ist in der Form einer Ädikula mit Freisäulen und Segmentgiebel ausgeführt. Neben dem Tabernakel befinden sich Nischen mit den Holzfiguren von Abraham und Melchisedek. Diese sind ebenfalls von Freisäulen flankiert. Der Altaraufbau aus der Mitte des 18. Jahrhunderts ist konkav. Dieser enthält ein Altarblatt mit der Darstellung der Muttergottes und der vierzehn Nothelfer. Der Altaraufbau wird flankiert von diagonal gestellten Freisäulen vor Pilastern. Rechts und links davon befinden sich auf Konsolen die Figuren der Apostel Petrus und Paulus. Im Altarauszug ist das Auge Gottes in der Strahlenglorie angebracht.
Die beiden Seitenaltäre sind wie der Hochaltar aus marmoriertem Holz mit vergoldetem Dekor gefertigt. Die Seitenaltäre mit schlichten Mensen stammen aus der Mitte des 18. Jahrhunderts. Die Altarblätter zeigen links den hl. Antonius und rechts die Darstellung des Innsbrucker Maria-Hilf-Bildes. Der Abschluss der Seitenaltäre nach oben ist geschweift und von Engelsfiguren umgeben. Die Engelsfiguren des rechten Seitenaltares stammen aus der Zeit gegen Ende des 15. Jahrhunderts. Die Kanzel stammt aus der Mitte des 18. Jahrhunderts und ist ebenfalls aus marmoriertem Holz geschaffen. Der Kanzelkorb ist konvex vorschwingend mit kräftigem Sockelgesims.
Das Deckengemälde ist modern. Aus der Zeit der Instandsetzung stammt das Wappen des Abtes Anselm Erb über dem Chorbogen. In der Kirche befindet sich außerdem ein gefasster Kruzifixus aus Holz aus der Zeit um 1600. Der schlichte weiß gestrichene Chorstuhl stammt aus dem 18. Jahrhundert.

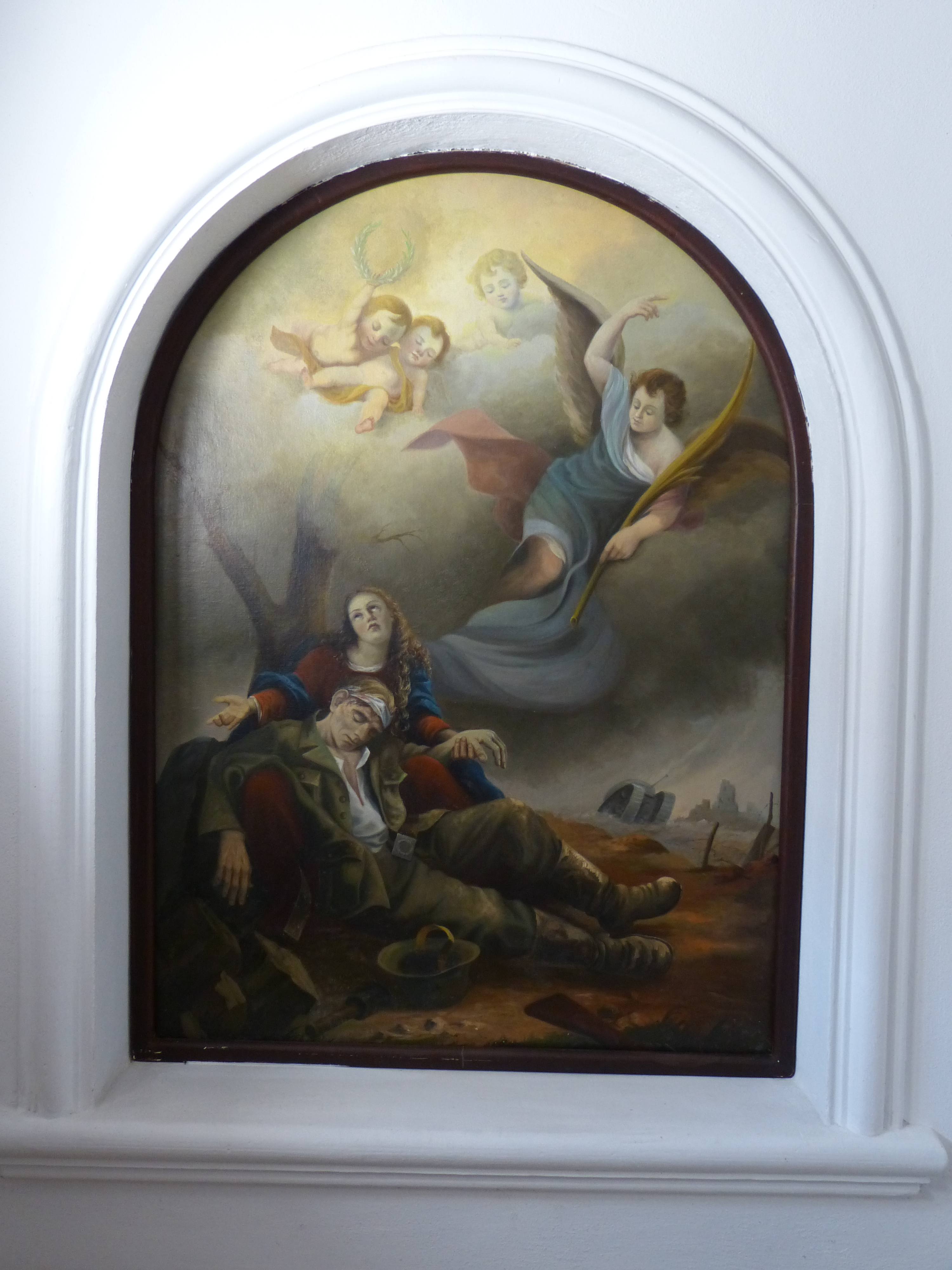
Gemälde im Vorzeichen
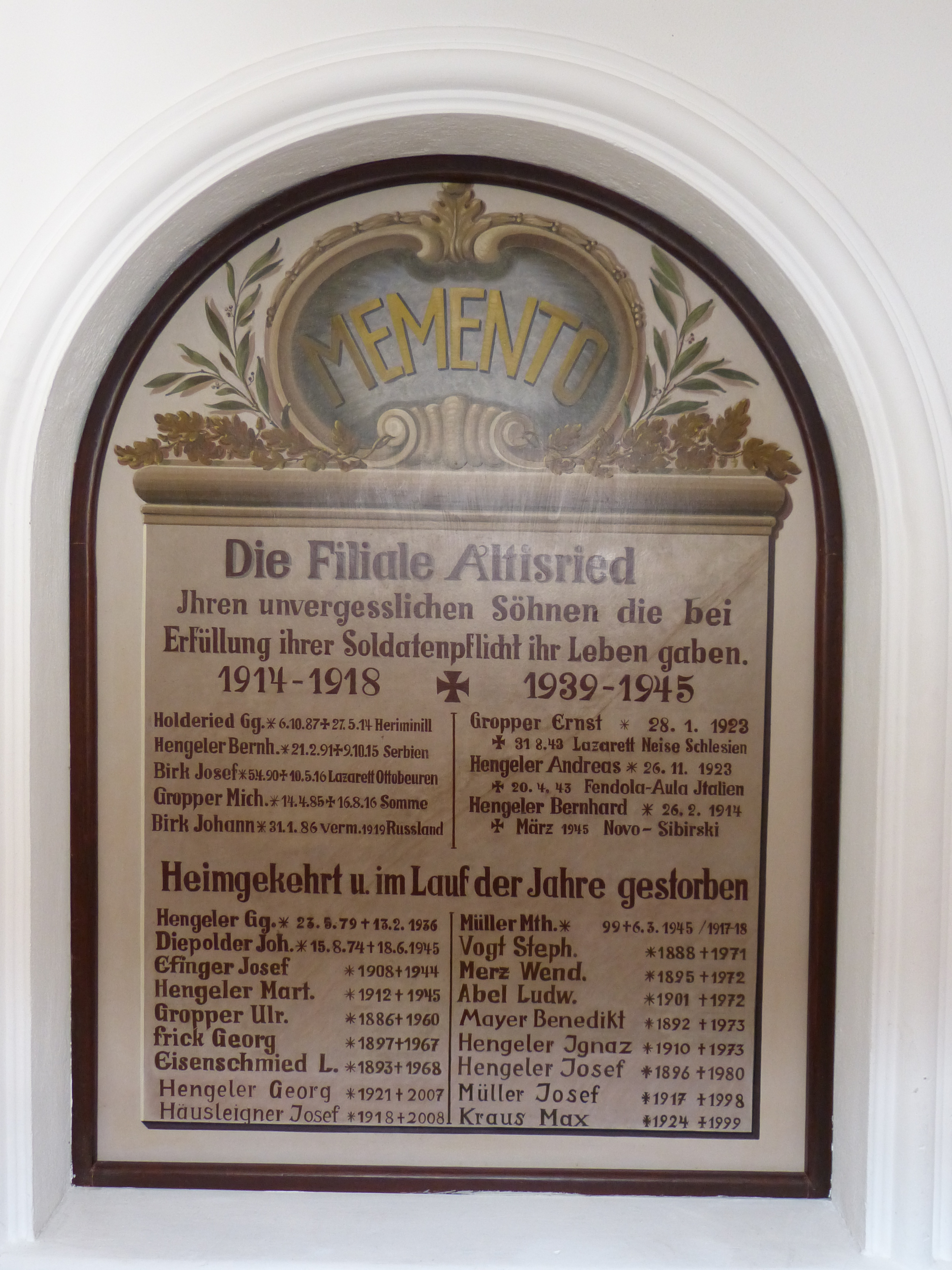
Gedenktafel für die Gefallenen von 1914–1918 und 1939–1945